# Louis Bruyns
Louis Bruyns (Essen, 15 januari 1919 - Antwerpen, 7 maart 2001) was een Belgisch jezuïet, missionaris, hoogleraar en rector van de Universitaire Faculteiten Sint-Ignatius Antwerpen.

## Biografie
Louis Bruyns trad in 1936 toe tot de jezuïetenorde. Hij studeerde filosofie, theologie, klassieke filologie, economie en politieke en sociale wetenschappen. In 1945 behaalde hij aan de Katholieke Universiteit Leuven een licentiaat in de economische wetenschappen en een licentiaat in de politieke en sociale wetenschappen.
Van 1945 tot 1947 werkte hij als inspecteur van het lagere schoolnet op de missiepost van Kisantu in Belgisch-Congo. In 1951 doctoreerde hij met een proefschrift over de sociaaleconomische ontwikkeling in Beneden-Congo. Vanaf 1953 verbleef hij opnieuw in Afrika. Hij was onder meer hoogleraar aan de katholieke universiteit Lovanium in Leopoldstad, oprichter en rector van het scholen- en ziekenhuiscomplex Centre Médico-Scolaire en vertegenwoordiger van Belgisch-Congo bij de Internationale Arbeidsorganisatie in Genève.
In 1968 keerde Bruyns terug naar België. Hij werd beheerder van en hoogleraar aan de Universitaire Faculteiten Sint-Ignatius Antwerpen (Ufsia) en directeur van het Instituut voor Postuniversitair Onderwijs (IPO). Hij was directeur van de IPO van 1970 tot 1975 en rector van de Ufsia van 1975 tot 1984.
Na zijn emeritaat werd hij aangesteld tot voorzitter van het Gemeenschappelijk Bureau van de Confederale Universiteit Antwerpen (GBUA), waar hij zich inzette voor de samenwerking tussen de Antwerpse universitaire instellingen.
Aan de Universiteit Antwerpen werd het Fonds Bruyns naar hem vernoemd.